# Frederikssund Sogn
Frederikssund Sogn er et sogn i Frederikssund Provsti (Helsingør Stift).
Frederikssund opstod som Sundby Færge ved landsbyen Udesundby, der i 1578 blev ladeplads for Slangerup Købstad. I 1744 blev byen lagt under Udesundby Kirke i stedet for Slangerup Kirke, og i 1810 blev Frederikssund købstad i stedet for Slangerup. I 1867 blev størstedelen af Udesundby Sogn, der var en sognekommune under Lynge-Frederiksborg Herred i Frederiksborg Amt, lagt under Frederikssund Købstad. Resten af sognet (Ude Sundby landdistrikt) blev i starten af 1950'erne også lagt under købstaden. Ved kommunalreformen i 1970 blev Frederikssund Købstad kernen i Frederikssund Kommune. 
I Frederikssund Sogn ligger Frederikssund Kirke, som er den gamle Udesundby Kirke fra omkring 1200. Islebjerg Kirke blev opført i 3 etaper: 1978, 1986 og 1998. I 1979 blev Islebjerg kirkedistrikt udskilt fra Frederikssund Sogn som det selvstændige Islebjerg Sogn.
I Frederikssund Sogn findes følgende autoriserede stednavne:
- Bonderup (bebyggelse, ejerlav)
- Frederikssund (bebyggelse)
- Frederikssund Bygrunde (bebyggelse, ejerlav)
- Frederikssund Markjorder (bebyggelse, ejerlav)
- Kalvø (areal)